# 地下莖
地下茎为一种变态茎，是土表面下茎的统称，相对于地上茎，其外形肥大且常呈水平走向；功能是作食物和营养的储存组织、新殖株（克隆）的无性繁殖、多年化而帮助越冬耐旱。依型态可分为：根茎、块茎、球茎、鳞茎。
地下茎与根的的功能虽然都作为养分的贮存处，但地下茎仍具茎的特征，有芽与节的构造（马铃薯的节为芽眼）及不定根，甚或叶痕。
- 烹调用根茎；由左至右：姜、高良姜、姜黄、藕
- 褐皮马铃薯的块茎已发芽
- 芋的球茎具环状的节
- 红洋葱鳞茎纵剖面